# 잃어버린상어
잃어버린상어(학명:Carcharhinus obsoletus)는 흉상어목 흉상어과 흉상어속에 속하는 물고기이다. 전체적인 몸길이는 1.5m로 상어에서는 작은 편에 속하는 상어이다.

## 특징과 먹이
이전에 거짓작은꼬리상어로 알려졌던 잃어버린상어는 멸종되었을 가능성이 있는 흉상어속 상어(Carcharhinidae)이다. 영어권에서는 Lost Shark(로스트 샤크)라는 이름으로 불린다. 이러한 표본들은 원래 잠정적으로 작은꼬리상어(C. porosus)에 속하는 것으로 지정되었지만 여러 가지 미묘한 형태학적 차이로 인해 새로운 흉상어속 종에 속한다는 것이 밝혀졌다. 잃어버린상어는 두번째 등지느러미와 항문 지느러미의 상대적 위치와 낮은 척추 수에 의해 다른 흉상어속 종과 다르다. 먹이로는 멸치, 청어, 정어리와 같은 작은 물고기, 갑각류, 오징어와 같은 두족류를 잡아먹는 육식성상어에 속한다.

## 서식지, 보호 활동
잃어버린상어의 주요한 서식지는 남중국해 남부의 서중앙 태평양에서만 알려져 있다. 80년 이상 동안을 살아있는 개체가 확인되지 않았기 때문에 잃어버린상어는 멸종되었을 수 있다. 흉상어속 하위 그룹의 다른 구성원과 마찬가지로 잃어버린상어는 번식력이 제한적이고 어부들이 쉽게 접근할 수 있는 얕은 바다에 살았을 가능성이 높기 때문에 남획으로 인해 멸종 위기에 처해 있다. 그러나 오랜 기간 동안 목격되지 않은 보르네오상어(C. borneensis)가 2004년에 재발견되면서 잃어버린상어의 생존 가능성에 대한 희망이 생겼다. 그러나 2020년에 국제자연보전연맹의 IUCN 적색 목록(Red List)은 잃어버린상어를 심각한 위급 단계의 멸종 위기 또는 이미 멸종됐을 가능성으로 선언했다.

## 같이 보기
- 흉상어목
- 흉상어과
- 흉상어속